# Felipe Bosch Gutiérrez
Felipe Antonio Bosch Gutiérrez, nació en 1962, es un empresario guatemalteco. De 2004 a 2024, formó parte del Consejo de Administración de la Corporación Multi Inversiones (CMI) y, en septiembre de 2024, fue designado presidente de la agrupación de negocios CMI Capital.

## Formación académica
Es licenciado en Administración de Empresas por la Universidad Bautista de Dallas y posee una maestría en Negocios Internacionales otorgada por la Universidad de Dallas.

## Trayectoria
Ha sido presidente del Comité de Agricultura, Comercio, Industria y Finanzas (CACIF), y también ocupó la presidencia de la Cámara de Industria de Guatemala, de acuerdo con información publicada por la misma entidad. Además, ha sido columnista en el diario Siglo Veintiuno, donde abordó temas relacionados con política pública y desarrollo. A lo largo de su carrera, ha estado involucrado en campañas de comunicación sobre temas sociales y económicos en el país. 

## Actividades en organizaciones civiles
Es vicepresidente de la Fundación Juan Bautista Gutiérrez, desde donde impulsa programas enfocados en becas universitarias, salud preventiva, nutrición infantil y emprendimiento.
Asimismo, presidió la Fundación para el Desarrollo de Guatemala (FUNDESA) y el Encuentro Nacional de Empresarios (ENADE), espacios orientados al análisis de políticas públicas y propuestas de desarrollo económico y social en el país.